# Leptolalax heteropus
Leptolalax heteropus és una espècie d'amfibi que viu a Malàisia i Tailàndia.
Està amenaçada d'extinció per la pèrdua del seu hàbitat natural.